# Alexandra Kitchin
Alexandra Rhoda Kitchin, conocida también por el hipocorístico Xie  (29 de septiembre de 1864 - 6 de abril de 1925), fue durante su niñez y primera juventud modelo fotográfica de Lewis Carroll. 
Era hija de George William Kitchin (1827-1912), quien coincidió con Carroll en el college Chirst Church y quien llegó a ser deán de la catedral de Winchester. Alexandra posó unas cincuenta veces para Carroll, entre los 4 hasta los 16 años de edad. En 1880 Carroll quiso fotografiarla en traje de baño, pero no se le permitió.
Tuvo tres hermanos más jóvenes: George Herbert, Hugh Bridges y Brook Taylor; y una hermana menor, Dorothy Maud Mary. Todos ellos fueron capturados en fotos de Lewis Carroll.
Se casó con Arthur Cardew el 17 de abril de 1890 y tuvieron seis hijos: Penelope (nacida en 1891), Christopher (nacido en 1894), Richard (1898-1918), Michael (1901-1983), Philip (nacido en 1903) y Arthur (nacido en 1906). La familia vivió en la dirección 4 North View, en la ciudad de Wimbledon Common (Londres) hasta que Xie murió. Sus restos yacen en el cementerio Putney Vale. 
A diferencia de Alice Liddell (otra de las niñas que Lewis Carroll fotografió y que se cree sirvió de inspiración para Alicia en el País de las Maravillas), Xie nunca publicó nada en torno a la figura del autor inglés Lewis Carroll.

## Algunas de sus fotos tomadas por Lewis Carroll

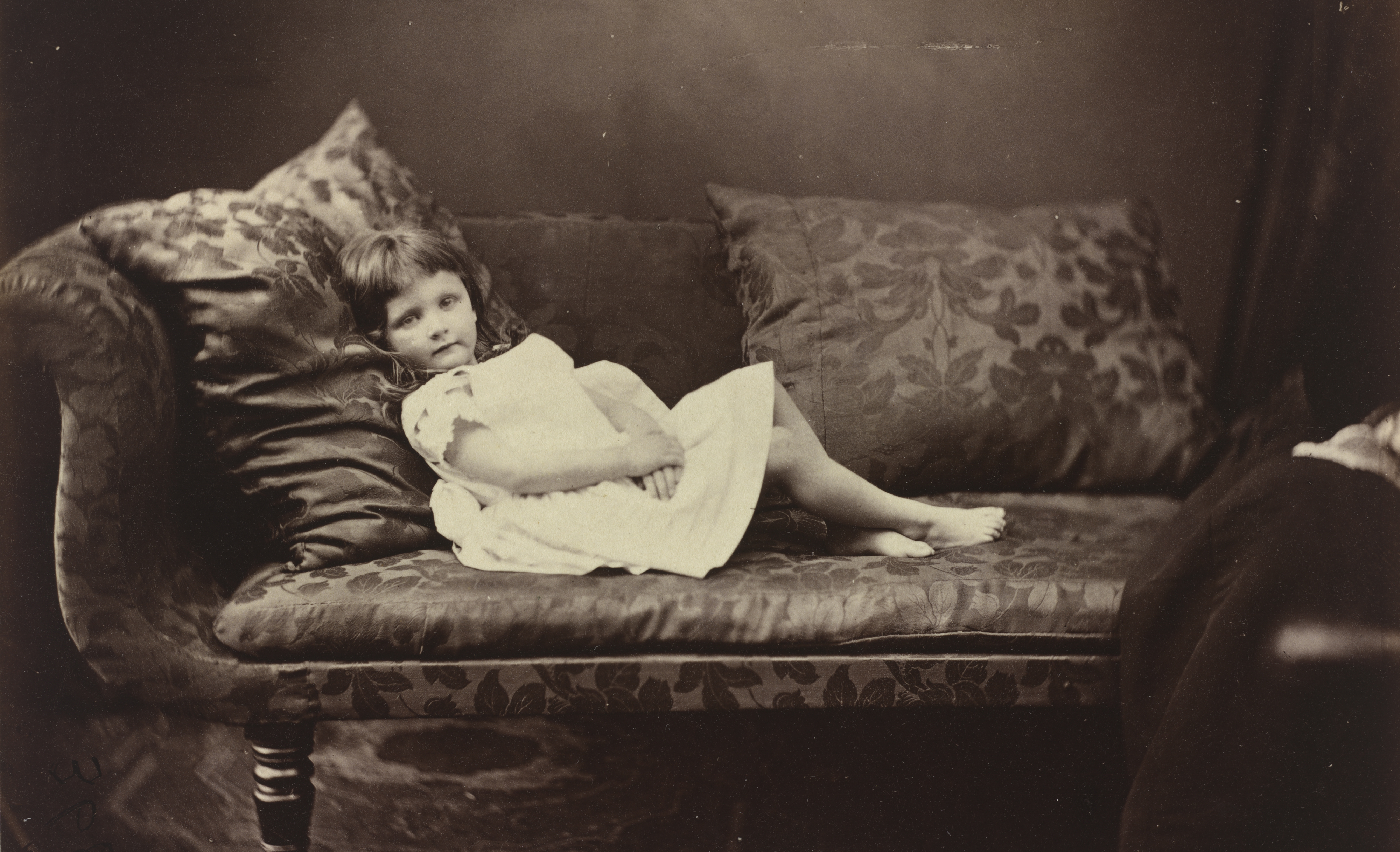
Xie Kitchin por Lewis Carroll, 1869.
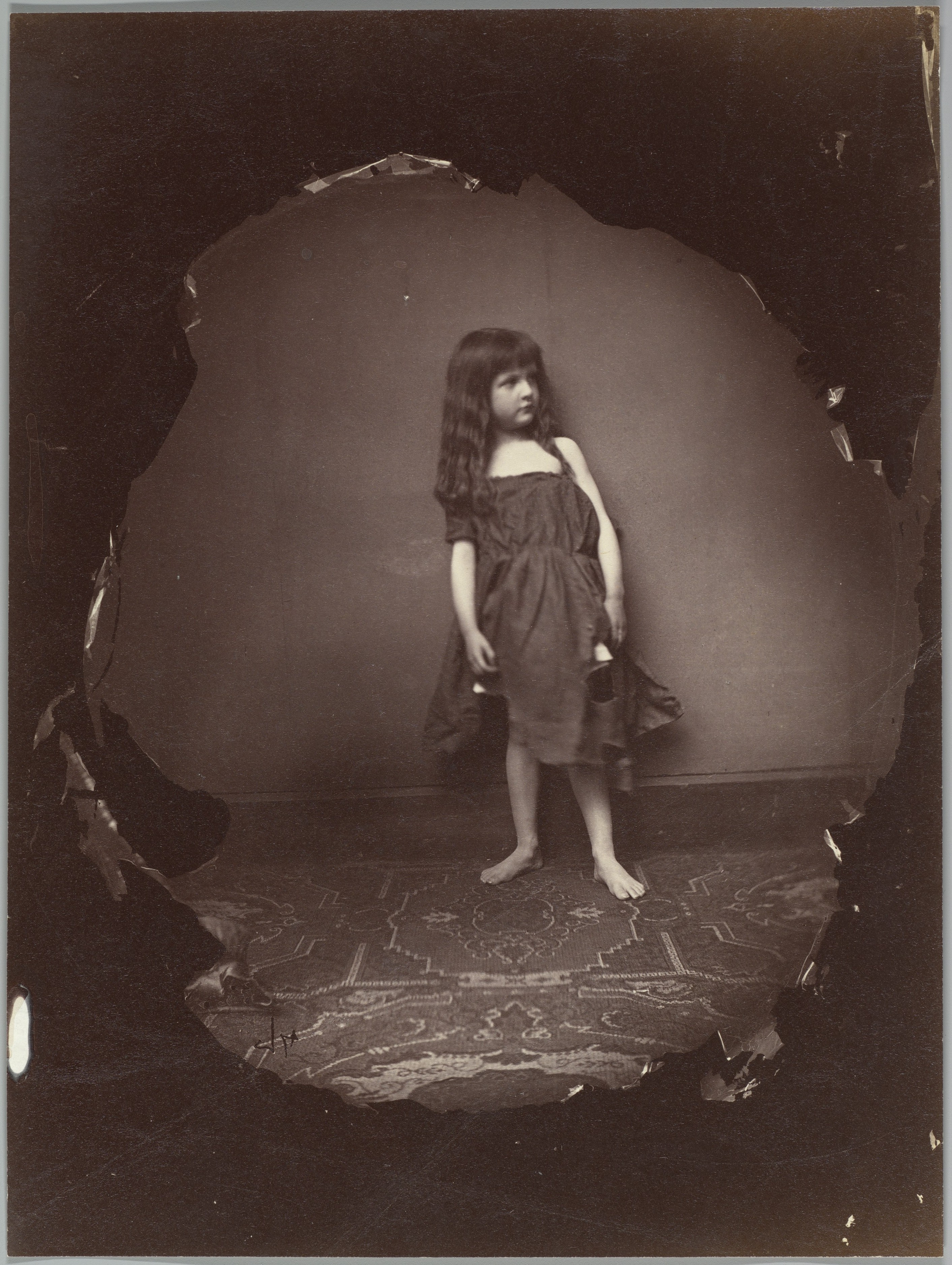
La muñeca más bonita del mundo, por Lewis Carroll el 5 de julio de 1870.
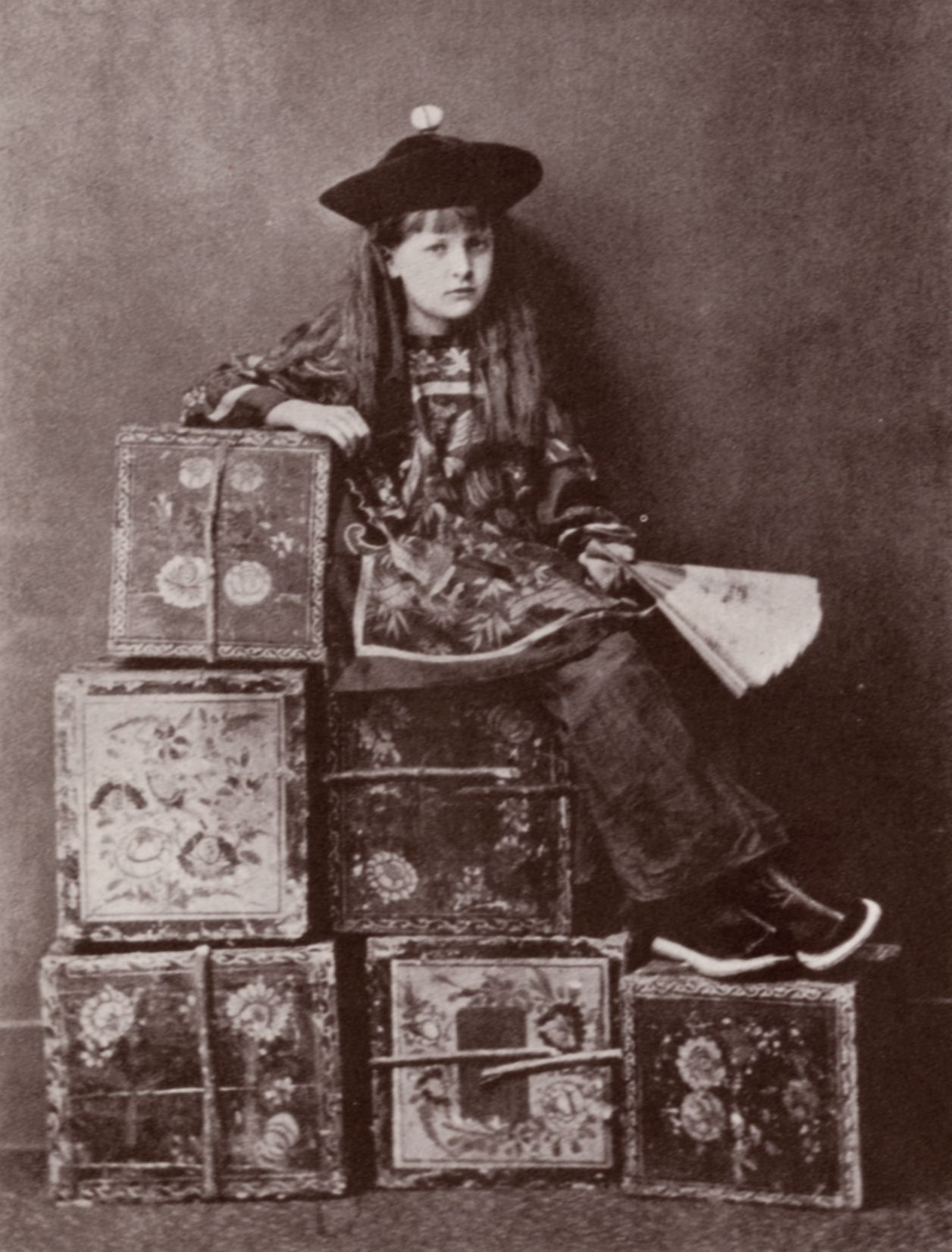
Xie Kitchin como comerciante de té chino, por Lewis Carroll el 14 de julio de 1873.
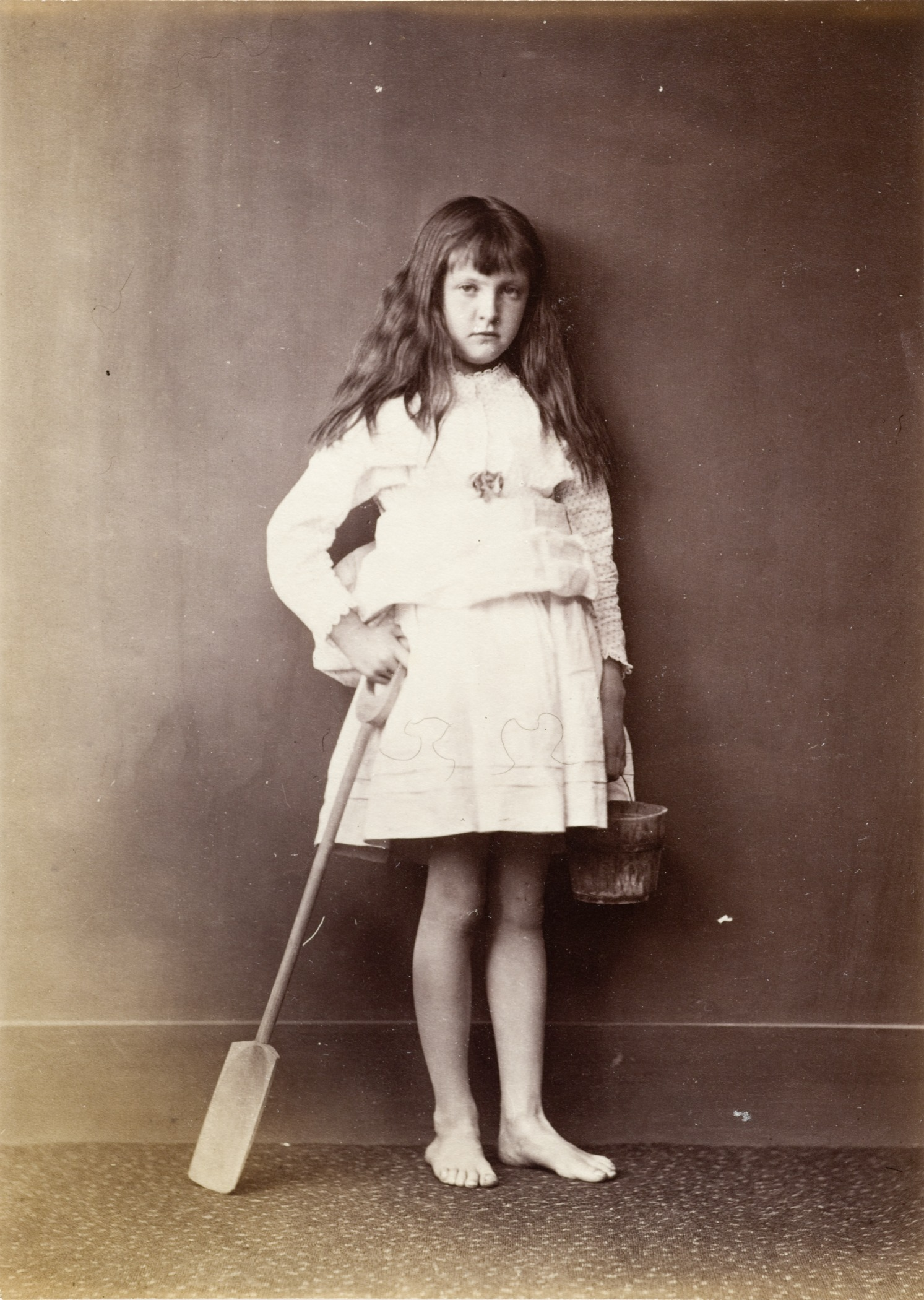
Xie Kitchin con una pala y un cubo, por Lewis Carroll en 1873.
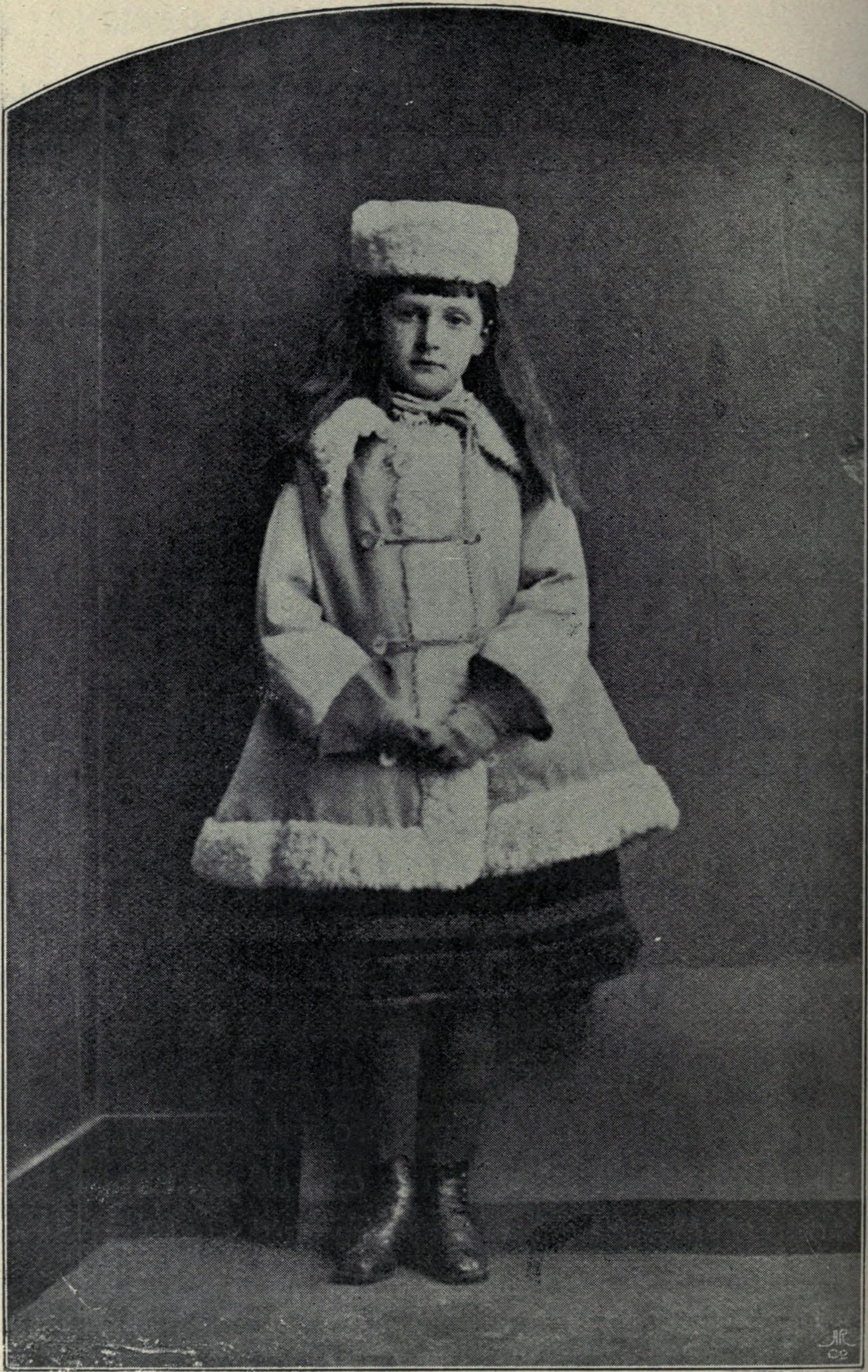
Xie Kitchin como 'Dane', por Lewis Carroll, 1873.
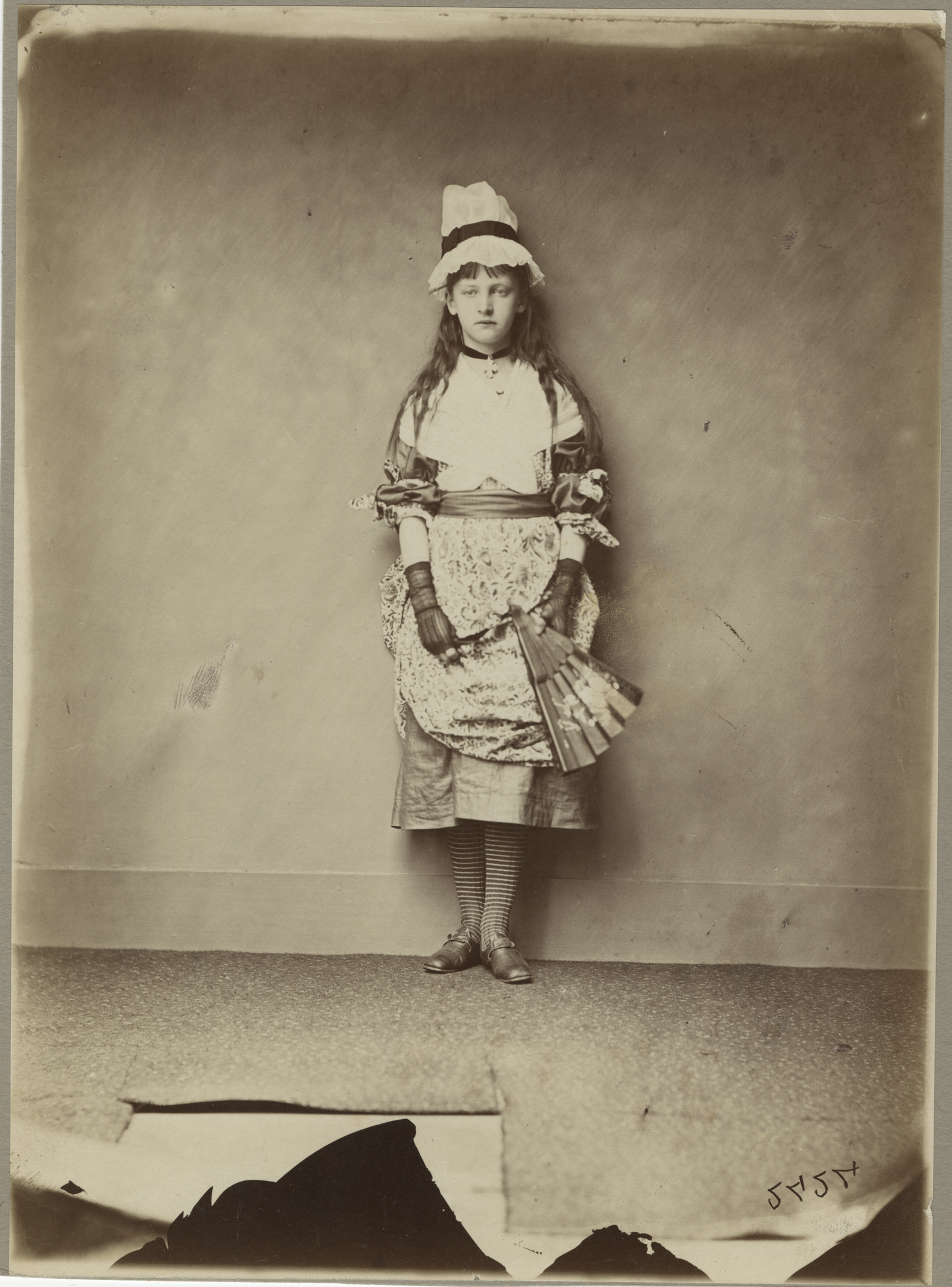
Xie Kitchin como Penelope Boothby, de pie, por Lewis Carroll el 1 de julio de 1876.
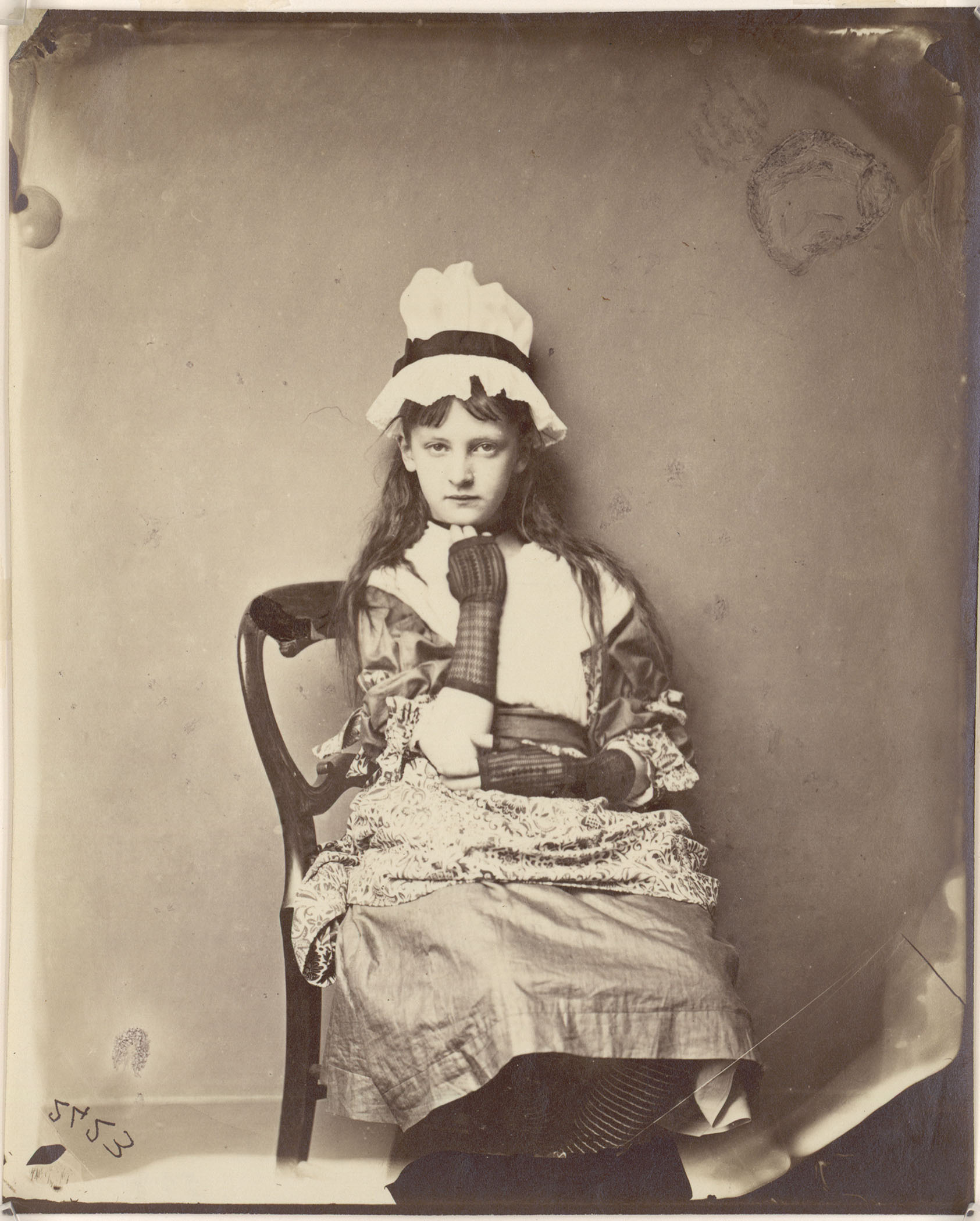
Xie Kitchin como Penelope Boothby, sentada, por Lewis Carroll el 1 de julio de 1876.
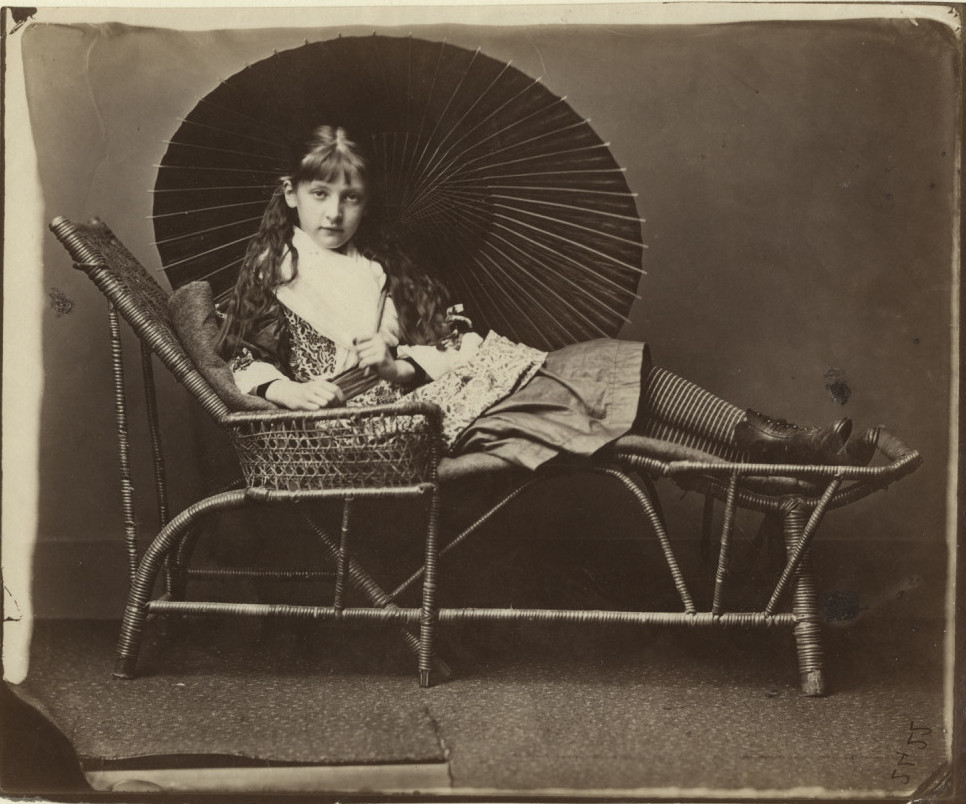
Xie Kitchin con parte del disfraz de Penelope Boothby, en una silla de mimbre de jardín, con una sombrilla china, por Lewis Carroll el 1 de julio de 1876.